# Благовещенская церковь (Осло)
Церковь Благовещения Пресвятой Богородицы (норв. Den Greske Orthodokse menighet Evangelismos Tis Theotokou) — православный храм Шведской и Скандинавской митрополии Константинопольского патриархата, расположенный в центральной части города Осло, в Норвегии.

## История
Храм был построен в 1891 году по адресу Thor Olsens gate 9 и первоначально принадлежал общине католической апостольской церкви. В настоящее время храмовое здание внесено в реестр охраняемых памятников архитектуры.
В 1987 году церковь за символическую плату была приобретена Шведской и Скандинавской митрополией Константинопольского патриархата и заново освящена в 1992 году митрополитом Павлом (Меневисоглу) в честь Благовещения Пресвятой Богородицы.
С 23 марта 2015 года, распоряжением митрополита Клеопы (Стронгилиса), настоятелем прихода назначен архимандрит Александр (Лукатос).